# Sportul în Japonia
Sportul în Japonia poate fi împărțit în sporturi tradiționale și sporturi moderne.

## Sporturile tradiționale
Încă din perioada preistorică, la ceremonii șintoiste, au avut loc meciuri de sumo, ca întreceri de forță, iar începând cu secolul al VIII-lea, erau ținute ca parte a ceremoniilor de la palatul imperial japonez. De la începutul erei Edo, sumō este un sport profesionist. În perioada Heian (794-1185), pe lângă sumō, curtenii imperiali se delectau cu vizionatul vânătorii de șoimi și kemari. 
Originile artelor marțiale moderne pot fi găsite în tehnici de luptă dezvoltate în perioada Muromachi (1333-1568), anume kenjutsu (actualmente, kendō), jūjutsu (actualmente, judō), kyūjutsu (actualmente, kyūdō).
După Restaurația Meiji (1868), sporturi occidentale, precum baseball și atletism, au fost introduse în Japonia din Europa și din Statele Unite ale Americii. Odată cu creșterea naționalismului  de la începutul secolului al XX-lea, sporturi precum judō-ul și kendō-ul au fost introduse ca parte a educației militare în programul de studii în școli. După cel de Al Doilea Război Mondial, sporturile tradiționale au fost interzise pentru o anumită perioadă de timp de către ocupanții americani, deoarece credeau că încurajează militarismul. După terminarea ocupației americane în 1952, au fost din nou practicate din ce în ce mai mult.
Listă cu sporturi tradiționale:
- judo
- kendō
- karate
- aikidō
- kemari
- kyūdō
- sumo

## Sporturi moderne
Marea majoritate a școlilor au săli de sport, unde elevii practică atât sporturi moderne cât și cele tradiționale. Multe firme au echipe proprii, iar altele sponsorizează echipe profesioniste, sporturile profesioniste atrăgând un mare număr de spectatori.
În 2009, cele mai populare sporturi în Japonia sunt, probabil, baseballul, fotbalul, tenisul, înotul, sporturile de iarnă, golful, cursele de cursă lungă (alergările de ștafetă numinduse ekiden), rugbiul etc.
Începând cu anul 1912, Japonia a participat la Jocurile Asiatice și Jocurile Olimpice.
Japonia a organizat până în 2009 de trei ori Jocuri olimpice: cele de vară din 1964 (Tokio), și cele de iarnă din 1972 (Sapporo) și 1998 (Nagano).
În 2002, Japonia a fost co-organizator al Cupei Mondiale la fotbal.